# Johannes Badum
Johannes Badum (2 de março de 1921 – 12 de janeiro de 1943) foi um oficial alemão que serviu na Luftwaffe durante a Segunda Guerra Mundial. Foi condecorado com a Cruz de Cavaleiro da Cruz de Ferro.«WW2 Awards». Johannes Badum (em inglês). Consultado em 13 de dezembro de 2009

## Condecorações
| Cruz de Ferro 2ª Classe                                  |
| Cruz de Ferro 1ª Classe                                  |
| Cruz de Cavaleiro da Cruz de Ferro 15 de outubro de 1942 |